# Cydia
Este artículo trata sobre el género, para la aplicación para iOS de Apple véase Cydia (aplicación)
Cydia es un género de lepidópteros ditrisios de la familia Tortricidae. Hay alrededor de 215 especies, muchas son de importancia económica debido al daño infligido a las cosechas agrícolas, especialmente frutas y árboles de nueces. Algunas especies de Cydia son importante fuente de alimento para otros animales y algunas se usan como agentes de control biológico de ciertas malezas invasoras.

## Características
Las especies de Cydia son generalmente mariposas pequeñas y grisáceas o parduzcas con larvas amarillas o blancuzcas. Algunas Cydia estuvieron clasificadas en el género Grapholita. Los dos géneros pueden estar cercanos.

## Especies selectas
- polilla de la avena (Cydia amplana)
- polilla mexicana del frijol (Cydia deshaisiana sin. C. saltitans)
- polilla del haya (Cydia fagiglandana)
- polilla de la fruta (Cydia funebrana)
- polilla de la nuez (Cydia kurokoi)
- Cydia latiferreana
- gusano del té (Cydia leucostoma)
- polilla de la alfalfa (Cydia medicaginis)
- polilla del alerce (Cydia milleniana)
- polilla del duraznero (Cydia molesta)
- polilla del guisante (Cydia nigricana)
- tortix de la pícea (Cydia pactolana)
- polilla de la manzana (Cydia pomonella)
- polilla de la pera (Cydia pyrivora)
- polilla de las castañas (Cydia splendana)
- polilla de las semillas del falso abeto (Cydia strobilella)
- polilla del alerce (Cydia zebeana)